# Karl Joachim Netter
Karl Joachim Netter (* 8. Februar 1929 in Kiel; † 18. Juli 2022 in Marburg) war ein deutscher Mediziner (Pharmakologe und Toxikologe).

## Leben
Karl Netter studierte Medizin an der Universität Kiel, der Universität Freiburg i. Br. und der Universität Hamburg. 1953 wurde er in Hamburg mit der Dissertation Analyse eines Modellsystems der biologischen Calciumwirkung zum Dr. med. promoviert und absolvierte ein Praktikum in Atlantic City, New Jersey. Danach forschte er beim späteren Nobelpreisträger Feodor Lynen am Max-Planck-Institut für Zellchemie in München und habilitierte sich am Pharmakologischen Institut der Universität Hamburg mit der Arbeit Untersuchungen über die Hemmung des oxydativen und hydrolytischen Arzneimittelstoffwechsels. 1960 forschte er am National Institutes of Health in Bethesda, Maryland. 1967 wurde er Abteilungsleiter für Chemische Pharmakologie am Pharmakologischen Institut der Universität Mainz. Er war von 1976 bis 1994 Professor für Pharmakologie und Toxikologie an der Universität Marburg.
Sein Forschungsschwerpunkt war der Arzneimittelstoffwechsel.
Er war Leiter der Senatskommission der Deutschen Forschungsgemeinschaft und Vertreter der Deutschen Pharmakologischen Gesellschaft bei der International Union of Basic and Clinical Pharmacology. Von 1981 bis 1992 war er Mitglied des Wissenschaftlichen Lebensmittelausschusses der Europäischen Kommission. Von 1990 bis 1998 war er Mitglied des Bundesinstituts für Arzneimittel. Darüber hinaus war er von 1970 bis 1971 Präsident der Deutschen Gesellschaft für Pharmakologie und von 1992 bis 1994 Vorsitzender der European Society for Biochemical Pharmacology. Er war Herausgeber des Naunyn-Schmiedebergs Archiv für experimentelle Pathologie und Pharmakologie.
Netter errichtete mit seiner Frau Petra Netter, Professorin für Differentielle Psychologie und Persönlichkeitsforschung an der Universität Gießen, den Netter-Stiftungsfonds mit einem Kapital von 50.000 Euro innerhalb der Von Behring-Röntgen-Stiftung. Dieser dient der Forschungs- und Nachwuchsförderung sowie dem Wissenschaftleraustausch.
Er war Herausgeber der Gedichte und Geschichten seines Vaters.

## Auszeichnungen
- 1996: Ehrenmitgliedschaft der European Society of Biochemical Pharmacology (ESBP)
- 2009: Ehrenmitgliedschaft der Deutschen Gesellschaft für Pharmakologie (DGP)[3]